# Вали-хан
Вали-хан (1741 — 1819) — хан Среднего жуза (1781 — 1819), старший сын Абылай-хана от второй жены — каракалпачки Сайман-Ханым.

## Биография
Султан Вали участвовал в отцовских походах в Джунгарию и Среднюю Азию. В 1769 года возглавлял казахское посольство, отправленное в Китай. В августе 1781 года после смерти своего отца Абылай-хана, согласно его воле, народное собрание избрало новым ханом Среднего жуза его старшего сына Вали.
Вали-хан известил о своём избрании на ханский трон Петербург и Пекин, прося русское и китайское правительства признать свое избрание. В начале января 1782 года был утверждён в звании хана цинским императором Цяньлуном, а 23 февраля того же года был утвержден ханом Среднего жуза специальной царской грамотой. 1 ноября 1782 года был провозглашён ханом султанами и биями Среднего жуза в крепости Святого Петра в присутствии генерал-губернатора Иркустского и Колывановского наместничеств И.В. Якоби.
Вали-хан не пользовался поддержкой казахской знати и населения. В 1780-х годах казахи родов тортул (найманы) и каракесек (аргыны) избрали своим ханом Даира (1781—1784), сына султана Барака. Многие влиятельные султаны и бии не признавали над собой верховной власти Вали-хана. Последний опирался на китайскую и русскую поддержку.
В 1795 году приграничные казахские роды (2 султана, 19 родовых старшин и более 120 000 казахов) подписали письмо к российской императрице Екатерине II Великой, прося освободить их от «гнета» Уали-хана, и «поселить в правобережье р. Иртыш». Царское правительство сохранило власть за Уали-ханом и попыталось уладить отношения хана с недовольными казахскими племенами.
В 1800 г. хан Уали, опасавшийся потерять ханский престол, просил китайского императора закрепить казахский ханский престол за своим сыном Габбасом. В 1815 г. русская пограничная администрация назначила новым ханом Среднего жуза и соправителем Уали-хана Бокея (1815—1817), младшего брата Дайра.
После его смерти ханская власть была официально ликвидирована царской администрацией.
После ликвидации ханской власти и принятия «Устава о сибирских киргизах» все земли Уали-хана были поделены между его сыновьями. Главная ставка — на озере Боровом — отошла к старшему сыну. После смерти Уали-хана главой клана стала его жена Айганым (1783—1853 гг.).
Похоронен в селе Сырымбет, Казахстан.

## Семья
Хан имел 14 сыновей от двух жен: от старшей жены — пять, а от младшей, Айганым — девять: Абулмамбет, Шынгыс, Хамза, Бегалы, Аблай, Шеген, Торежан, Габбас, Джучи, Тауке, Канкожа, Али, Губайдулла, Есим. 

## Внешняя политика
Уали хан как продолжатель дела отца Абылай хана направлял свое посольство несколько раз в Цинский Китай в 1782, 1787, 1791, 1795, 1803, 1809 годах и  царскую Россию в 1781, 1784, 1787, 1798 годах.